# Wojska Pancerne Federacji Rosyjskiej
Wojska pancerne Federacji Rosyjskiej, ros.: Танковые войска Российской Федерации - rodzaj wojsk w składzie Wojsk Lądowych Sił Zbrojnych Federacji Rosyjskiej.

## Struktura
- dywizje pancerne;
- samodzielne brygady pancerne;
- pułki pancerne w ramach dywizji zmechanizowanych;
- bataliony pancerne w składzie brygad i pułków zmechanizowanych.

## Podstawowe uzbrojenie
- T-80U;
- T-90A;
- T-72BM[2].